# Na spáleništi
Na spáleništi este o arie protejată (arie specială de conservare — SAC, sit de importanță comunitară — SCI) din Republica Cehă întinsă pe o suprafață de 2,18 ha, integral pe uscat.

## Localizare
Centrul sitului Na spáleništi este situat la coordonatele 50°15′33″N 13°40′36″E / 50.259167°N 13.676667°E.

## Înființare
Situl Na spáleništi a fost declarat sit de importanță comunitară în aprilie 2005 pentru a proteja 1 specie de plante. Situl a fost protejat și ca arie specială de conservare în august 2012.

## Biodiversitate
Situată în ecoregiunea continentală, aria protejată nu include niciun habitat protejat.
La baza desemnării sitului se află o specie protejată de  plante: papucul doamnei (Cypripedium calceolus).